# 藤本七海
藤本 七海（ふじもと ななみ、1995年2月27日 - ）は、日本の元女優。本名同じ。
大阪府八尾市出身。スターダストプロモーションに所属していた。

## 略歴
2002年、タカラ「アイドルリカちゃん 新メンバーオーディション」でグランプリを獲得し、自身がモデルの人形も発売された。その後グレースに所属し、芸能活動を開始。2005年より2年間、NHK教育『天才てれびくんMAX』にてれび戦士として出演。2006年頃、スターダストプロモーションに所属。2014年、同事務所を退所。

## 出演

### 映画
- にくめ、ハレルヤ!（2006年）サキ 役
- みづうみ（2007年4月21日公開）藤原夕美 役
- ショコラの見た世界（2007年）典子（子供時代） 役
- 子猫の涙（2008年）ヒロイン・森岡治子 役
- 奈緒子（2008年）奈緒子（幼少） 役
- カンフーくん（2008年）ヒロイン・レイコちゃん 役
- 落語娘（2008年）三々亭香須美（少女時代） 役
- それでも花は咲いていく「エーデルワイス」（2011年）安藤紗英 役
- 七つまでは神のうち（2011年8月）岸本薫 役
- 悪の教典（2012年11月）林美穂 役
- さよなら渓谷（2013年6月）高校時代の水谷夏見 役
- 怖譚 －コワタン－（2013年6月）理想のトモダチ篇 晴子 役

### アニメーション映画
- 宇宙エレベータ 〜科学者の夢みる未来〜（2007年）ヒロイン・朝永未来 役

### テレビドラマ
- 財政の天才 幕末を駆ける（2004年、NHK総合）
- 土曜プレミアム熱血教師SP・第1夜「夢の見つけ方教えたる!」（2008年3月8日、フジテレビ）梅野啓子 役
- いのちのいろえんぴつ（2008年3月22日、テレビ朝日）豊島加純 役
- 星新一ショートショート（2008年5月26日、NHK総合）妖精 役
- ホームレス中学生 （2008年7月12日、フジテレビ）浜理恵 役
- 土曜ドラマ チャレンジド（2009年、NHK総合）友坂真鈴 役
- 土曜ドラマ チャレンジド〜卒業〜（2011年、NHK総合）友坂真鈴 役
- ブルドクター 第6話（2011年8月10日、日本テレビ）柳田舞子 役
- 相棒 season10 第4話（2011年11月9日、テレビ朝日）帯川美咲 役
- イタズラなKiss〜Love in TOKYO（2013年、フジテレビTWO）小森じんこ 役
- 月曜ゴールデン「ヤメ刑探偵 加賀美塔子3」（2015年9月7日、TBS）田村加奈 役

### バラエティ
- 天才てれびくんMAX（2005年 - 2006年、NHK教育）てれび戦士

### その他のテレビ番組
- ななみちゃん大好きスペシャル（2006年、BShi）
- 特集 わたしが子どもだったころ「いつでも〜小説家・よしもとばなな〜」（2010年、BShi）　再現ドラマ、ハルノ宵子の少女時代 役

### CM
- タカラ、エステアイドルななみちゃん
- タカラ、リカちゃんアイドル カフェ
- タカラ、デリバリーリカちゃん
- シャープ、除菌イオン
- ユニバーサル・スタジオ・ジャパン、ハリウッド・ハロウィン
- ソニー・エリクソン・モバイルコミュニケーションズ、SO903i

## 書籍

### 雑誌連載
- ピュア☆ピュア（辰巳出版）
- レモンティーンプラス（バウハウス）